# Гільєрмо Муррай
Гільєрмо Муррай Муттіс (ісп. Guillermo Murray Muttis; 15 червня 1927, Колон, Буенос-Айрес, Аргентина — 6 травня 2021, Сан-Міґель-де-Альєнде, Гуанахуато) — мексиканський актор аргентинського походження.

## Життєпис
Народився 15 червня 1927 року в невеликому містечку Колон аргентинської провінції Буенос-Айрес. Навчався в Національному університеті дель Літораль (Аргентина) на факультеті філософії та літератури. Акторську кар'єру розпочав 1949 року в трупі Teatro de Arte під керівництвом Естебана Павона. 1952 року вивчав історію театру та акторську майстерність в Академії драматичного мистецтва під керівництвом Альберто д'Аверса. 1954 року відбувся його кінодебют. 1957 року виконав одну з головних ролей у фільмі «Альфонсіна», заснованому на біографії поетеси Альфонсіни Сторні. 1959 року знявся в пригодницькій драмі «Індія» з Ізабель Сарлі.
1960 року під час участі в Каннському кінофестивалі отримав запрошення працювати в мексиканському кінематографі. Того ж року зіграв у мексиканському фільмі «Світ вампірів». Дебют на телебаченні відбувся 1961 року в мексиканській теленовелі «Левиця», де він виконав одну з головних ролей спільно з Ампаро Рівельєс, Ернесто Алонсо, Жаклін Андере та Августо Бенедіко. Також продовжував грати у театрі. Пробував себе як кінорежисер та сценарист.
Актор був одружений з Лідією Прісант. У подружжя народились четверо дітей: син Гільєрмо (письменник), син Алехандро (ремісник), син Родріго (актор і режисер) та дочка Габріела (акторка).
Гільєрмо Муррай помер 6 травня 2021 року у місті Сан-Міґель-де-Альєнде, штат Гуанахуато, в 93-річному віці.

## Вибрана фільмографія
| Рік       |   | Українська назва                 | Оригінальна назва                   | Роль                                     |
| --------- | - | -------------------------------- | ----------------------------------- | ---------------------------------------- |
| 1956      | ф | Протеже                          | El protegido                        | Освальдо Барді                           |
| 1957      | ф | Альфонсіна                       | Alfonsina                           | —                                        |
| 1960      | ф | Бурхливе літо                    | Verano violento                     | Мігель                                   |
| 1960      | ф | Індія                            | India                               | Дардо Фернандес                          |
| 1960      | ф | Світ вампірів                    | El mundo de los vampiros            | граф Серхіо Суботаї                      |
| 1960      | с | Сестра Хуана Інес де ла Крус     | Sor Juana Inés de la Cruz           | Фабіо                                    |
| 1961      | с | Левиця                           | La leona                            | —                                        |
| 1966      | ф | Проклята Венера                  | La Venus maldita                    | —                                        |
| 1967      | ф | Планета жінок-завойовниць        | El planeta de las mujeres invasoras | Деніел Вулф                              |
| 1968      | ф | Китайська кімната                | The Chinese Room                    | доктор Мануель Салубі                    |
| 1969      | ф | Прогулянка                       | Andante                             | Оскар Лоуренс                            |
| 1971      | ф | Ісус, син Божий                  | Jesús, el niño Dios                 | Йосип                                    |
| 1971      | ф | Завжди буває перший раз          | Siempre hay una primera vez         | Карлос, батько Ісабель (сигмент Ісабель) |
| 1972      | ф | Вікторія                         | Victoria                            | доктор Агустін Руеда                     |
| 1972      | ф | Кінець фієсти                    | Fin de fiesta                       | Карлос                                   |
| 1972      | ф | Ісус, Марія та Йосип             | Jasús, María y José                 | Йосип                                    |
| 1979—1980 | с | Дівчина з передмістя             | Muchacha de barrio                  | Пабло Монкада                            |
| 1982      | ф | Смерть на Ріо-Гранде             | Muerte en el Rio Grande             | Альберт Ендрюс                           |
| 1988      | с | Гріх Оюкі                        | El pecado de Oyuki                  | Річард Ромер                             |
| 1989      | с | Біле і чорне                     | Lo blanco y lo negro                | Гільєрмо Алькасар                        |
| 1992      | с | Марія Мерседес                   | María Mercedes                      | доктор Карвахаль                         |
| 1995      | с | Алондра                          | Alondra                             | ліценціат Пелегрін Касасола              |
| 1995      | с | Узи кохання                      | Lazos de amor                       | Алехандро Моліна                         |
| 1996      | с | Мені не жити без тебе            | Te sigo amando                      | Артуро Агірре                            |
| 1996      | с | Жінка, випадки з реального життя | Mujer, casos de la vida real        | —                                        |
| 1996      | с | Марісоль                         | Marisol                             | доктор Альваро Лінарес                   |
| 2004—2005 | с | Спадкоємиця                      | La heredera                         | дон Хуліан Мадеро                        |
| 2006—2007 | с | Дочка марьячі                    | La hija del mariachi                | Роберто Санчес Гальярдо                  |

### Режисер та сценарист
- 1971 — Завжди буває перший раз / Siempre hay una primera vez (сигмент Глорія).
- 1971 — Одного разу чоловік... / Una vez, un hombre...
- 1980 — Для тебе, шеф / Para usted jefa